# 奇治·哥頓
奇治·哥頓（英語：Craig Gordon，1982年12月31日—）是蘇格蘭足球運動員，現效力於蘇超球會赫斯，他目前亦是蘇格蘭國家足球隊主力成員。

## 球會生涯

### 赫斯
哥頓自小是赫斯的球迷。他出身自赫斯的青年軍。在2002年10月6日，在對首次為赫斯上陣。在12個月內，他取代了芬蘭門將摩蘭倫（Teuvo Moilanen）的地位。他出色的表現令他在2003/04年球季成為蘇格蘭聯賽青年球員獎其中一位進入最終名單的球員。
到了2005/06年球季，他穩定的表現帶領赫斯取得聯賽第二名（打破老字號格拉斯哥流浪及些路迪的壟斷）及取得蘇格蘭足總盃冠軍。在蘇格蘭足總盃決賽，他在互射十二碼時救出球員的施射，為赫斯自1998年以來再嘗盃賽冠軍的滋味。在這個球季，他成了蘇格蘭FWA足球先生，成了自1986年以來赫斯首位得獎球員；1993年來首位得獎的門將。
到了2006/07年球季，不斷有傳言指哥頓快將離隊，尤其是在跟隨隊長（Steven Pressley）表示球會大股東羅曼諾夫（Vladimir Romanov）的手法令球隊出現不安。到了2006年尾，更傳出格拉斯哥流浪、曼聯及阿仙奴都有意羅致哥頓。阿仙奴領隊更觀看哥頓在歐國盃外圍賽代表蘇格蘭出戰意大利，並指出哥頓在心目中是十分好的門將。在隊長離隊後，哥頓成了新一任赫斯隊長。
但是，到了2006年12月，哥頓在對登地聯的比賽中突失去正選。雖球會表示哥頓是生了病，但卻令不少人懷疑是先前參與對羅曼諾夫批評的懲罰。這次缺陣是短期，在三日後的「愛丁堡打吡」對喜百年重獲正選。到了2007年1月27日，冬季轉會市場僅餘四日，哥頓再次在聯賽缺陣。會方承認哥頓正在商討轉會。不過，轉會最終沒有落實。
到了2007年3月，哥頓表示對加盟阿仙奴有興趣，指出阿仙奴為歐洲頂級球會。赫斯未能在2006/07年球季取得歐洲賽資格更令人覺得哥頓快將離隊。他最後一次代表赫斯上陣為季前熱身賽3-1不敵。
在2007年11月8日，哥頓被列「赫斯名人堂」。當時只得24歲的哥頓，成了最年輕入選的球員。

### 新特蘭
在2007年8月7日新特蘭宣佈以700萬英鎊另根據表現加200萬英鎊從赫斯購入哥頓，哥頓簽約五年。，假若900萬英鎊最終全付，將會打破了英格蘭門將的轉會費記錄。之前的記錄是法國門將巴夫斯，當時曼聯以780萬英鎊簽回來。
哥頓在聯賽開幕戰對熱刺首次為新特蘭上陣。這是自2001年以來，英格蘭首席門將及蘇格蘭首席門將在同一場聯賽上陣。哥頓在該仗沒有失球，球隊亦以1-0取勝。2007年12月，新特蘭作客1-7慘敗於愛華頓腳下。哥頓亦短暫失去正選。三場比賽後，他再次取得正選位置，表現亦開始漸入佳境。
2008/09年球季哥頓飽受傷患困擾，因腳踝及膝蓋先後受傷而被菲勒普·马顿搶去正選席位。2009/10年球季初哥頓重奪一哥位置，但於2009年11月作客對熱刺與迪科爾發生碰撞，因此手臂骨折而需要長期休戰，直到翌年1月才復原參賽，哥頓恢復水準，協助球隊以第13位結束球季。季後哥頓接受疝氣手術，康復後參加新特蘭的季前訓練，在操練期間不幸再次跌斷臂骨，缺席季初的賽事。由於受到長期傷患困擾，加上米尼奧萊出色的表現，他最終被球會放棄。

### 塞爾提克
經歷兩年自由身之後，2014年7月，戈登與塞爾提克簽約。

## 國家隊
2004年5月30日，哥頓在4-1擊敗的友誼賽首次代表蘇格蘭上陣。很快，哥頓便成了蘇格蘭首席門將。
在2008年歐國盃外圍賽代表蘇格蘭出戰意大利，逼和1-1。賽後，他的表現得到意大利門將的稱讚。

## 榮譽

### 球隊
赫斯
- 蘇格蘭超級聯賽亞軍：2005/06年；
- 蘇格蘭足總盃冠軍：2005年；

些路迪
- 蘇格蘭超級聯賽冠軍：2014/15年；2015/16年；2016/17年；2017/18年；2018/19年；2019/20年；
- 蘇格蘭足總盃冠軍：20016/17年；2017/18年；
- 蘇格蘭聯賽盃冠軍：2014/15年；2016/17年；2017/18年；2018/19年；2019/20年；

### 個人
- 蘇格蘭FWA年度最佳青年球員：2003/04年；
- 蘇格蘭FWA足球先生：2005/06年、2014/15年；